# Villa Upmann
Die Villa Upmann (auch Upmann’sche Villa) in der niedersächsischen Stadt Osterholz-Scharmbeck, Am Stadtpark 3, stammt aus der Mitte des 19. Jahrhunderts. Aktuell (2025) wird sie von der ibs Pflegeschule Osterholz-Scharmbeck als Berufsfachschule und vom Parkstift Osterholz genutzt.
Das Gebäude steht unter Denkmalschutz (siehe auch Liste der Baudenkmale in Osterholz-Scharmbeck).

## Geschichte und Beschreibung
Das dreigeschossige, in den beiden unteren Geschossen verklinkerte Gebäude, mit ziegelgedecktem Walmdach, wurde um 1860 für den Bremer Tabakkaufmann Hermann Dietrich Upmann (1816–1894) gebaut. Das zweite Obergeschoss ab Fensterbrüstung wurde 1903 in Fachwerk im Stil der Reformarchitektur von Maurermeister Wilhelm Torbohm und Zimmermeister Heinrich Vogler erneuert. Die Mittelachse der Längsfassaden wurde betont u. a. durch die Dachhäuser, in der Nordostfassade zusätzlich durch den von Lisenen begleiteten Eingang mit Vorbau. Die Fassadengestaltung erfolgte durch Lisenen, Rundbogenfries und rundbogige Öffnungen. Das Fachwerk mit Fußwinkelhölzern hat helle Ausfachungen und im Eingangsgiebel geschwungene Streben.
1936 wurde das Parkgrundstück mit Villa und Hofmeierhaus von der Stadt gekauft. Die Gebäude wurden an den Reichsarbeitsdienst (RAD) vermietet. Nach 1945 erhielt der Landkreis das Gebäude und verkaufte es 1998 an Susanne Mandt-Rauch. Der Plan, hier ein Heim für Schwerstpflegefälle zu errichten scheiterte auch am Widerstand der Bevölkerung. Im Juni 2000 wurde der Kaufvertrag aufgehoben. Das Institut für Berufs- und Sozialpädagogik gGmbH übernahm das Haus und betreibt hier die ibs Pflegeschule Osterholz-Scharmbeck als Berufsfachschule.
Das Landesdenkmalamt befand u. a.: „… typischer Bau der Zeit um 1860, der darüber hinaus jedoch durch das in Fachwerk gestaltete zweite Obergeschoss einen interessanten Anklang an die in den Moorgebieten um Osterholz vermehrt auftretende Reformarchitektur zeigt.“